# Edward Bogusławski
Edward Bogusławski (* 22. September 1940 in Chorzów; † 24. Mai 2003 in Katowice) war ein polnischer Komponist und Musikpädagoge.
Bogusławski studierte von 1959 bis 1964 Musiktheorie an der Staatlichen Musikhochschule in Katowice, außerdem von 1961 bis 1966 Komposition bei Bolesław Szabelski. 1967 absolvierte er ein Zusatzstudium bei Roman Haubenstock-Ramati in Wien. Von 1963 bis zu seinem Tod wirkte er in unterschiedlichen Funktionen an der Staatlichen Musikhochschule Katowice: unter anderem von 1971 bis 1975 und von 1990 bis 1996 als Dekan der Fakultät für Komposition, Dirigieren und Musiktheorie und mehrfach als Vizerektor. Daneben unterrichtete er von 1971 bis 1984 an der Außenstelle der Schlesischen Universität in Cieszyn und leitete ab 1984 die Fakultät Musiktheorie und -pädagogik der Pädagogischen Hochschule in Częstochowa.
Die Werke Bogusławskis wurden bei Musikfestivals wie dem Warschauer Herbst, dem Posener Musikfrühling und den Schlesischen Tagen für zeitgenössische Musik und international in England, Belgien, Frankreich, den Niederlanden, Deutschland, Portugal und den Vereinigten Staaten aufgeführt. Er erhielt zahlreiche Preise bei polnischen und ausländischen Kompositionswettbewerben und Musikfestivals und wurde mit dem Goldenen Verdienstkreuz der Republik Polen und dem Ritterkreuz des Orden Polonia Restituta ausgezeichnet.

## Werke
- Wariacje für Flöte und Klavier (1962)
- Miniatury für Klavier (1962)
- Intonazioni I für 9 Instrumente (1963)
- Trzy pieśni für Stimme und Instrumentalensemble (1963)
- Quartetto per archi (1964–75)
- Szkice für Oboe und Klavier (1965)
- Apokalypsis für Rezitator, gemischten Chor und Instrumentalensemble (1965)
- Sygnały für sinfonisches Ensemble (1965–66)
- Intonazioni II für Sinfonieorchester (1966)
- Canti per soprano e orchestra (1966–67)
- Metamorfozy für Oboe, Klarinette, Violine, Viola und Cello (1967)
- Concerto per oboe, oboe d'amore, corno inglese, musette e orchestra (1967–68)
- Wersje für sechs Instrumente (1968)
- Per pianoforte (1968)
- Wierzba, Lied für gemischten Chor a cappella (1968)
- Pieśń staropolska für gemischten Chor a cappella (1968)
- Ziemia nad Przemszą, Lied für gemischten Chor a cappella (1968)
- Trzy pieśni für Sopran und Klavier (1969)
- Kontemplacje für Sopran und Klavier (1969)
- Sinfonia per coro e orchestra (1970)
- Musica per Ensemble MW-2 für Flöte, Cello und zwei Klaviere (1970)
- Five pictures (a Angelica-Regina Sweekhorst) für Flöte solo (1970)
- Trio per flauto, oboe e chitarra (1971)
- Capriccioso notturno per orchestra (1971–72)
- Impromptu pour flûte, alto et harpe (1972)
- 4 + 1 per clavicordo (1973)
- L'Être für Sopran, Flöte und zwei Klaviere (1973)
- Pro Varsovia per orchestra (1973–74)
- Ewokacja für Bass, Rezitator und Orchester (1974)
- Musica notturna per oboe e pianoforte (1974)
- Nasza ziemia, Lied für gemischten Chor a cappella (1974)
- Divertimento per 9 strumenti (1975)
- Concerto per oboe anche musette, soprano e orchestra (1975–76)
- Sonata Belzebuba, Kammeroper (1977)
- Preludio e cadenza per arpa solo (1977)
- Aria per flauto, violoncello e 2 pianoforti (1978)
- Preludi e cadenza per violino solo (1979)
- Kwartet dziecięcy für vier Violinen (1979)
- Musica concertante für Altsaxophon und Orchester (1979–80)
- Sonet für Sopran, Flöte, Cello und zwei Klaviere (1980)
- Trzy postludia für Akkordeon solo (1980)
- Concerto per pianoforte e orchestra (1980–81)
- Divertimento II für Akkordeonquintett (1981)
- Symfonia koncertująca für Violine und Kammerorchester (1982)
- Pieśń o ziemi naszej, Oratorium für Solostimmen, Rezitator, Chor und Orchester (1982)
- Preludi e cadenza per violino e pianoforte (1983)
- Polonia, sinfonische Dichtung für Violine und Orchester (1983–84)
- Gra snów, Musikdrama (1983–85)
- Preludium pamięci Dawida Ojstracha für Violine solo (1984–87)
- Capriccioso per accordeono solo (1985)
- Concerto per accordeono, batteria e archi (1985)
- Les Extrêmes se touchent für Orchester (1985–86)
- Divertimento III per violino, violoncello e accordeono (1986)
- Nokturny für Harfe solo (1986)
- Dialogues for saxophone and vibraphone (1987)
- Continuo für Akkordeonquinetett (1987)
- Continuo II per accordeono solo (1988)
- Play for flute and chamber orchestra (1988)
- Polskie melodie ludowe für gemischten Chor, Akkordeonensemble und Perkussion (1989)
- Musica per Ensemble d'Accord für zehn Akkordeons (1989)
- Gaude Mater Polonia für Sopran, gemischten Chor und Orchester (1989–90)
- Musica per 2 accordeoni (1990)
- Lacrimosa per soprano e pianoforte (1990–91)
- Miniatury I für Akkordeon (1991)
- Concerto per chitarra e orchestra (1991–92)
- Dies irae für gemischten Chor, Perkussion und Klavier (1992)
- Viborg, Kammeroper (1992)
- Musica per chitarra solo (1993)
- Trio fortepianowe (1993)
- Miniatury II für Akkordeon(1993)
- Miniatury III für Akkordeon (1993)
- Kompozycja für Perkussionsensemble (1993–94)
- Elegia [wersja I] für Cello und Klavier (1994)
- Oda für Rezitator, gemischten Chor, Klavier und Orchester (1994)
- Preludium für Orgel (1994)
- Solo per pianoforte (1994)
- Elegia [wersja II] für Cello und Orchester (1994)
- Agnus Dei für Sopran und Klavier (1994–95)
- Et in terra pax für gemischten Chor (1995)
- Concerto classico per archi (1995)
- Kwartet smyczkowy nr 2 (1995)
- Studi per fisharmonica (1995)
- Requiem für Sopran, gemischten Chor, Perkussion und Orgel (1995–96)
- Inwokacja für Orgel (1996)
- Pater noster für gemischten Chor (1996)
- Concerto per organo e orchestra (1996)
- Miniatury dziecięce für Akkordeon (1996)
- Musica per archi (1997)
- Psalmy Dawida für gemischten Chor a cappella (1997–98)
- Pieśni Safony für Rezitatorin, Flöte, Perkussion und zwei Akkordeons (1998)
- Et in terra pax, Motette für gemischten Chor (1998)
- Adagio e vivo per accordeono (1998)
- Fantasia per viola da gamba (1998)
- Impromptu II für Oboe, Klarinette, Fagott und Klavier (1998–99)
- Strofy für zwei gemischte Chöre und Orgel (1998–99)
- Concerto-Fantasia für Kontrabass und Streicher (1999)
- Do... für Frauenchor (1999)
- Impromptu II A für Streichquartett und Akkordeon (1999)
- Canti für gemischten Chor (1999)
- Pieśni pielgrzymów, Kantate für Sopran, Bariton, Rezitator, gemischten Chor und Orchester (1999)
- Inwokacja für Sopran und gemischten Chor (2000)
- Preludium, Interludium i Kadencja für Orgel solo (2000)
- Concerto piccolo per clarinetto e batteria (2000)
- Medytacje für Bariton und Klavier (2000–2002)
- Preludia dziecięce für zwei Klaviere (2001)
- Elegia für Cello solo (2001)
- Lamento für Sopran, Oboe und Orgel (2002)
- Inwokacja für gemischten Chor (2002)
- Supplement for accordion (2002)
- Dialogi II für Saxophon und Klavier (2002)
- Kwartet smyczkowy nr 3 (2002–2003)
- Canzoni d'amore per voce recitazione, soprano, batteria e archi (2002–2003)
- Sekwencje für Sopran und Kammerensemble (2003)
- Laudacja für gemischten Chor und Orgel (2003)
- Inwokacja II für gemischten Chor (2003)